# Julkaktus
Julkaktus (Schlumbergera × buckleyi) är en hybrid mellan novemberkaktus (Schlumbergera truncata) och Schlumbergera russeliana. Julkatusen hör till familjen kaktusväxter och de båda arter som hybriden härstammar från har sitt ursprung i sydöstra Brasilien. Hybriden skapades omkring mitten av 1800-talet i England. Den används som krukväxt för sina färgrika blommors skull. Det svenska namnet julkaktus kommer av att kaktusen brukar blommar kring jul och den blev populär i hemmen som en julblomma.
Det finns ett flertal sorter av julkaktus, med olika blomfärger.
Julkaktusen liknar novemberkaktus, men den kan skiljas från novemberkaktusen genom att ledstyckena saknar skarpa tänder och att blommorna nästan är symmetriska. Grenarna är vanligen mer utpräglat hängande än hos rena novemberkaktusar.

## Odling
Julkaktusen mår bäst om den får stå ljust och soligt hela året, men den bör skyddas mot den starkaste sommarsolen mitt på dagen. Den bör vattnas så att jorden blir ordentligt genomvattnad och jorden bör få torka upp mellan vattningarna, men den får aldrig bli uttorkad. Den är känslig för kalkhaltigt vatten, så mjukt vatten som möjligt bör användas. Växtnäring bör tillsättas från vår till höst. Den trivs inomhus året om, men mår bättre om den får vara utomhus under sommaren. Utomhus bör den placeras halvskuggigt och bör tas in då nattemperaturen faller ner under 13ºC. 
Knoppsättningen gynnas av temperaturförändringen, men under blomningstiden får temperaturen inte understiga 15ºC, då missfärgas blommorna. Plantan bör ej heller byta växtmiljö då den blommar, då den tenderar att tappa alla blomknoppar, ibland är det tillräckligt att vrida krukan för att de skall falla av. Omplantering bör ske ett par månader efter blomning om krukan verkar trång. Julkaktusen är mycket lätt att sticklingsföröka, det är bara att vrida av några ledstycken, låta dem torka en vecka, sedan sätta dem i en kruka med fuktad kaktusjord.

## Bildgalleri

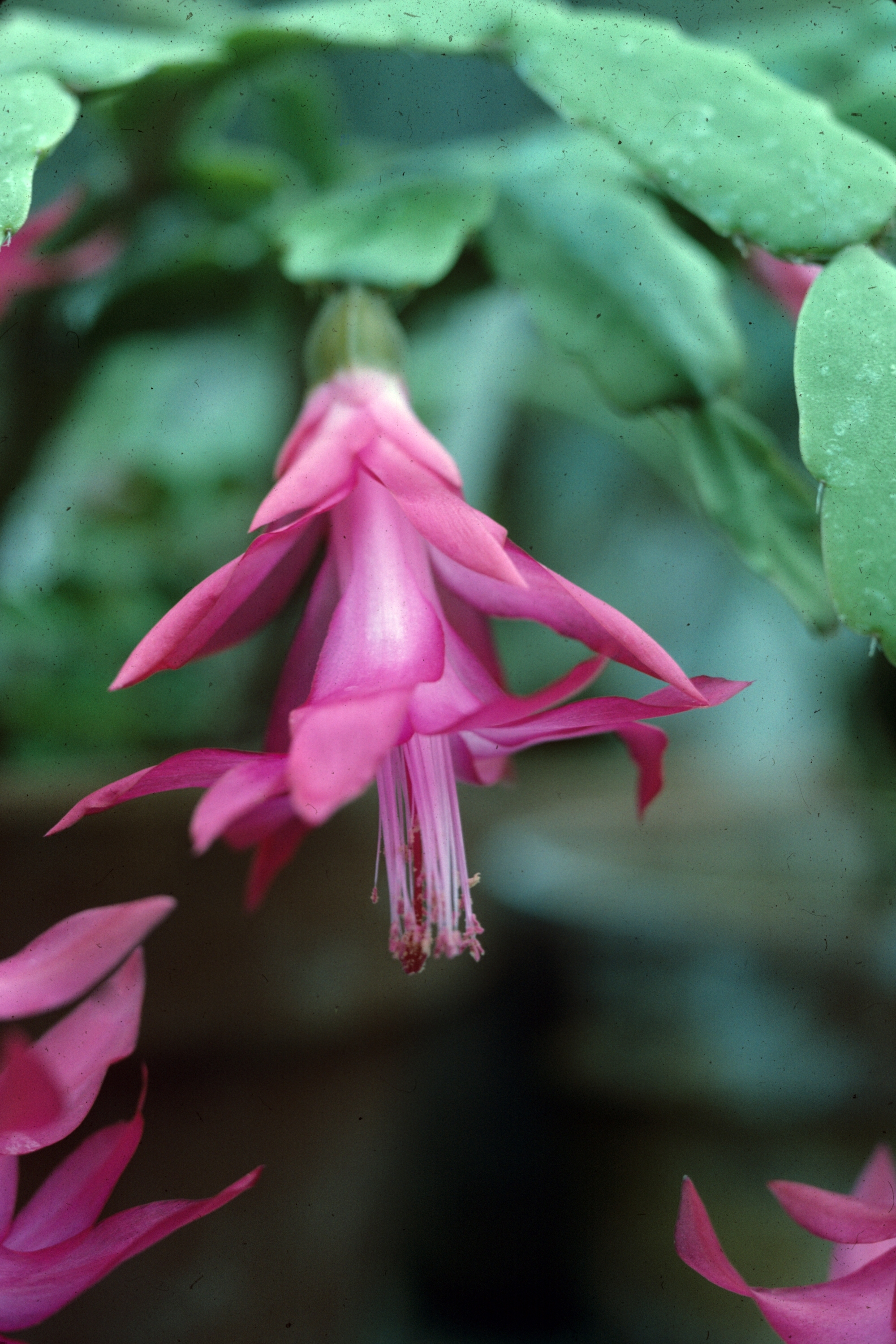
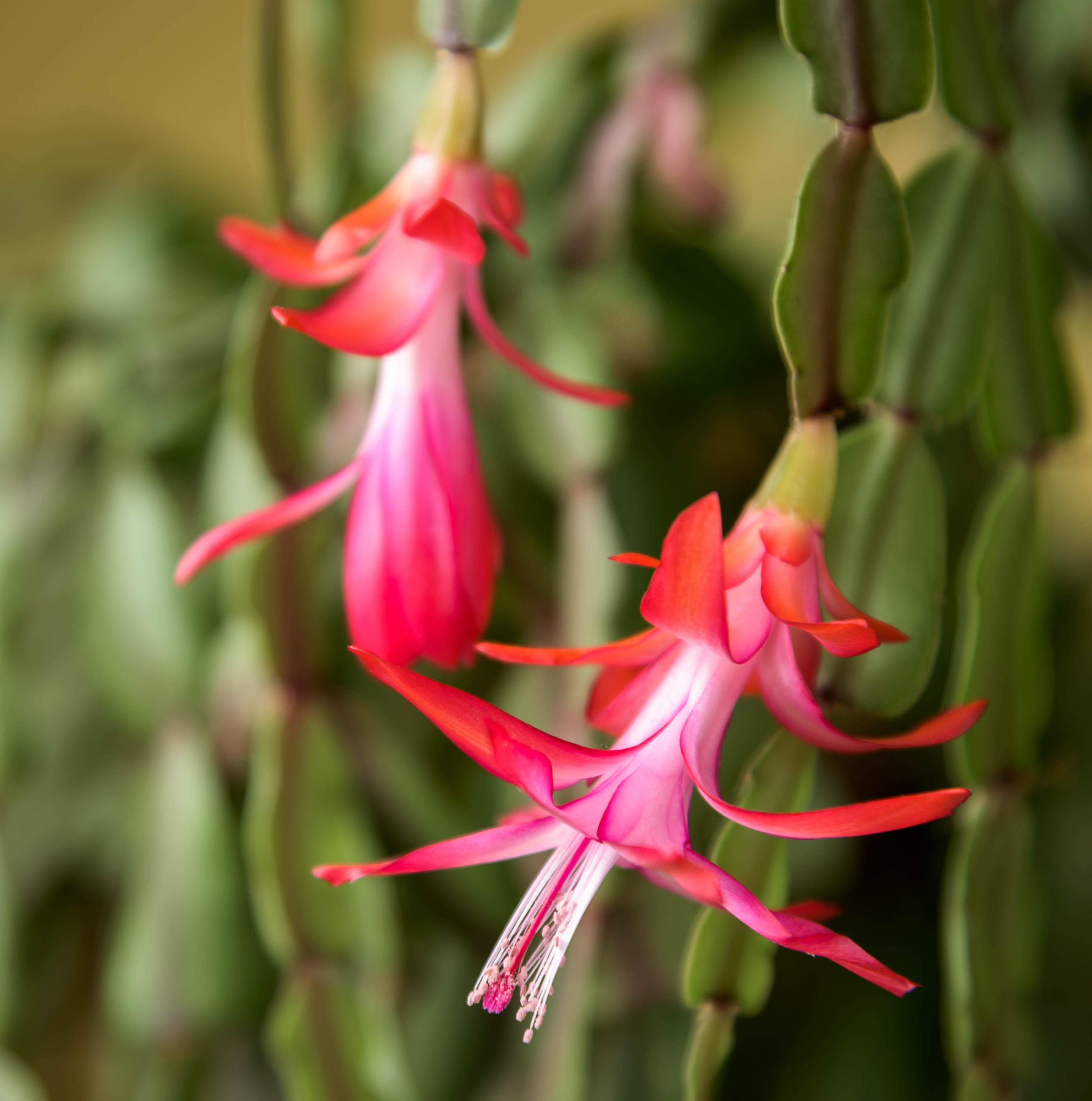